# تشارلز روبرت أشبي
تشارلز روبرت أشبي (بالإنجليزية: Charles Robert Ashbee؛ 17 أيار/ مايو 1863 - 23 أيار/ مايو 1942) هو معمار إنجليزي، كان المُحرّك الرئيس لحركة الفنون والحرف التي أخذت أخلاقياتها الحرفيّة من أعمال الشاعر جون راسكن وهيكلها التعاوني من اشتراكيّة المعمار ويليام موريس.

## السيرة المهنية
أسس أشبي حركة الفنون والحرف في لندن عام 1888. ولقد انتقل إلى للعمل في فلسطين بعد أن أعلنت بريطانيا الانتداب عليها بعد احتلالها للأخيرة عام 1917 وانتزاعها من سلطة العثمانيين. كما أرسلت حكومة الانتداب سلسلة من ستة مخططي مدن إلى فلسطين الإنتدابيّة لمحاولة إدارة التوترات الدينيّة والقوميّة التي كانت سمة من سمات هذه الفترة. وكان أحد هذه الشخصيات تشارلز روبرت أشبي، حيث عمل مستشارًا مدنيًا لمدينة القدس (ما بين 1919-1922) ومستشارًا مهنيًا للجنة تخطيط المدن. وُوصف اشبي بأنه أكثر الموالين للعرب الفلسطينيين وأكثر الكارهين للصهيونيّة من المخططين الستة. لقد كانت وجهة نظر اشبي بالنسبة للقدس تهدف إلى حماية أعمال الصيانة والإصلاح في المدينة، وإحياء الصناعة الحرفيّة هناك وإصلاح قبة الصخرة المتضررة، بهدف حماية النسيج التقليدي للمدينة.